# Przystań (serial telewizyjny)
Przystań – polski serial obyczajowy, kręcony w Giżycku na Mazurach, emitowany od 16 września do 16 grudnia 2009 w TVP1.

## Fabuła
Serial ten opowiada o grupie młodych ratowników, którym nie wystarcza już niesienie pomocy ludziom na miejskich basenach. Chcą czegoś więcej. Czegoś, co pozwoli im się sprawdzić i zdobyć prestiż. Ich marzenie to kurs na ratownika WOPR. W tym celu przybywają do bazy WOPR, czyli tytułowej przystani.

## Obsada
- Anna Czartoryska − Anka
- Anna Szymańczyk − Daga
- Zofia Zborowska − Beata
- Mateusz Banasiuk − Filip Waśko
- Kamil Przystał − Darek Waśko
- Bartosz Gelner − Olaf Kozłowski
- Mateusz Janicki − Adrian
- Sonia Bohosiewicz − Alicja
- Kinga Ilgner − Wiola
- Marek Bukowski − Grzegorz Bieliński, szef bazy
- Marcin Sianko − Mariusz, dyspozytor bazy
- Dariusz Kordek − Andrzej
- Paweł Królikowski − Michał
- Agnieszka Warchulska − Joanna, była żona Grzegorza
- Tomasz Jachimek − Facet w rękawkach
- Michał Sitarski − Paweł Rydlik, zastępca Grzegorza
- Mateusz Gąsiewski − Rafał Bieliński, syn Grzegorza
- Mariusz Bonaszewski − Zbigniew Boberek, mąż Joanny
- Barbara Babilińska − matka Darka i Filipa
- Paweł Deląg − Witold, mąż Alicji

## Spis odcinków
1. Anka
2. Lekcja wychowawcza
3. Przyjaciółki
4. Zuza
5. Spóźnieni kochankowie
6. Krokodylek
7. Po godzinach
8. Nieoczekiwany gość
9. Zjazd klasowy
10. Sens życia
11. Rywale
12. Plecaczek
13. Egzamin